# Campionati europei di tiro 2025
I Campionati europei di tiro da 10 metri 2025 sono stati la 33ª edizione della competizione organizzata dalla Federazione europea di tiro. Si sono svolti dal 23 luglio al 7 agosto 2025 a Châteauroux, in Francia. Alla manifestazione hanno preso parte un totale di 975 atleti da 49 federazioni.

## Programma
| ● | Finali |  | ● | Qualificazioni |

| Lug/Ago           | 25 | 26 | 27 | 28 | 29 | 30 | 31 | 1 | 2 | 3 | 4 | Totale |
| ----------------- | -- | -- | -- | -- | -- | -- | -- | - | - | - | - | ------ |
| Carabina          |    | 4  |    | 4  |    | 2  |    |   |   |   |   | 10     |
| Pistola           |    | ●  | 4  |    | 9  |    |    |   |   |   |   | 13     |
| Tiro a volo       | ●  | 4  | 4  |    |    |    |    |   |   |   |   | 8      |
| Bersaglio mobile  | ●  | 6  | 7  | ●  | 4  | 1  |    |   |   |   |   | 18     |
| Totale            | 0  | 14 | 15 | 4  | 13 | 3  | 0  | 0 | 0 | 0 | 0 | 49     |
| Totale cumulativo | 0  | 14 | 29 | 33 | 46 | 49 | 0  | 0 | 0 | 0 | 0 | 49     |

## Podi

### Senior

#### Uomini
| Evento                          | Oro                                                            | Punti     | Argento                                                            | Punti    | Bronzo                                                             | Punti    |
| Carabina                        |                                                                |           |                                                                    |          |                                                                    |          |
| 50 metri 3 posizioni            | Peni Istvan Marton                                             | 467.1     | Lucas Bernard Denis Kryzs                                          | 464.9    | Marko Ivanovic                                                     | 453.3    |
| 50 metri 3 posizioni a squadre  | Norvegia Jon-Hermann Hegg Ole Martin Halvorsen Henrik Larsen   | 1774-106x | Rep. Ceca Filip Nepejchal Jiri Privratsky David Hrckulak           | 1772-99x | Serbia Marko Ivanovic Milenko Sebic Lazar Kovacevic                | 1769-99x |
| 50 metri disteso                | Jon-Hermann Hegg                                               | 624.3     | Alexander Schmirl                                                  | 624.0    | Fabio Paul Wyrsch                                                  | 623.3    |
| 50 metri disteso a squadre      | Norvegia Jon-Hermann Hegg Ole Martin Halvorsen Henrik Larsen   | 1863.9    | Svizzera Fabio Paul Wyrsch Jan Lochbihler Christoph Duerr          | 1862.2   | Slovacchia Patrik Jany Ondrej Holko Stefan Sulek                   | 1859.4   |
| 300 metri 3 posizioni           | Péter Sidi                                                     | 594       | Pascal Bachmann                                                    | 592      | Alexander Schmirl                                                  | 591      |
| 300 metri 3 posizioni a squadre | Svizzera Pascal Bachmann Gilles Dufaux Sandro Greuter          | 1770-81x  | Germania Max Ohlenburger Makrus Abt David Koenders                 | 1757-57x | Rep. Ceca Aleš Entrichel Jiri Privratsky Petr Nymburský            | 1750-69x |
| 300 metri disteso               | Jón Sigurðsson                                                 | 599       | Alexander Schmirl                                                  | 599      | Alexis Leppä                                                       | 599      |
| 300 metri disteso a squadre     | Svizzera Pascal Bachmann Gilles Dufaux Sandro Greuter          | 1786-104x | Austria Alexander Schmirl Dominic Einwaller Patrick Diem           | 1782-90x | Germania Max Ohlenburger Makrus Abt David Koenders                 | 1781-84x |
| Pistola                         |                                                                |           |                                                                    |          |                                                                    |          |
| 25 metri standard               | Lauris Strautmanis                                             | 583       | Pavlo Korostylov                                                   | 577      | Sampo Voutilainen                                                  | 575      |
| 25 metri standard a squadre     | Ucraina Pavlo Korostylov Volodymyr Pasternak Maksym Horodynets | 1703-46x  | Lettonia Lauris Strautmanis Ernests Erbs Emils Vasermanis          | 1693-46x | Turchia Bugra Selimzade Aydin Guclu Ismail Keles                   | 1685-38x |
| 25 metri automatica             | Florian Peter                                                  | 35        | Clément Bessaguet                                                  | 34       | Jean Quiquampoix                                                   | 29       |
| 25 metri automatica a squadre   | Francia Clément Bessaguet Jean Quiquampoix Yan Chesnel         | 1754-70x  | Germania Florian Peter Emanuel Mueller Christian Reitz             | 1754-62x | Rep. Ceca Matej Rampula Tomas Tehan Antonin Tupy                   | 1725-52x |
| 25 metri centre fire            | Pavlo Korostylov                                               | 583-26    | Ruslan Lunev                                                       | 583-26   | Theo Moczko                                                        | 583-21   |
| 50 metri                        | Bugra Selimzade                                                | 559       | Oleh Omelchuk                                                      | 558      | Viktor Bankin                                                      | 556      |
| 50 metri a squadre              | Ucraina Oleh Omelchuk Viktor Bankin Pavlo Korostylov           | 1654-17x  | Turchia Bugra Selimzade Ismail Keles Aydin Guclu                   | 1647-24x | Croazia Uros Kacavenda Zeljko Posavec Ivan Petricevic              | 1625-23x |
| Tiro a volo                     |                                                                |           |                                                                    |          |                                                                    |          |
| Skeet                           | Ben Llewellin                                                  | 56        | Tammaro Cassandro                                                  | 55       | Mikola Milchev                                                     | 46       |
| Skeet a squadre                 | Italia Tammaro Cassandro Erik Pittini Gabriele Rossetti        | 365       | Francia Eric Delaunay Remi Cloitre Edouard Poumaillou              | 363      | Regno Unito Ben Llewellin Mitchell Brooker-Smith Arran Eccleston   | 362      |
| Trap                            | Massimo Fabbrizi                                               | 48        | Matthew Coward-Holley                                              | 47       | Mauro De Filippis                                                  | 37       |
| Trap a squadre                  | Italia Massimo Fabbrizi Mauro De Filippis Giovanni Pellielo    | 366       | Croazia Anton Glasnović Giovanni Cernogoraz Josip Glasnović        | 360      | Turchia Murat İlbilgi Tolga Tunçer Yavuz İlnam                     | 359      |
| Bersaglio mobile                |                                                                |           |                                                                    |          |                                                                    |          |
| 10 metri                        | Emil Martinsson                                                | 6         | Aaro Juhani Vuorimaa                                               | 4        | Lukasz Czapla                                                      | 6 (BMM)  |
| 10 metri a squadre              | Armenia Gor Khachatryan Hovhannes Margaryan Hayk Minasyan      | 1696-43x  | Svezia Emil Martinsson Jesper Nyberg Pontus Thuresson              | 1690-31x | Ungheria Jozsef Sike Tamas Tasi Laszlo Boros                       | 1673-38x |
| 10 metri mixed                  | Gor Khachatryan                                                | 385       | Hayk Minasyan                                                      | 383      | Aaro Juhani Vuorimaa                                               | 383      |
| 10 metri mixed a squadre        | Armenia Gor Khachatryan Hayk Minasyan Hovhannes Margaryan      | 1145-25x  | Ucraina Roman Berezitskyi Denys Babliuk Danylo Danilenko           | 1124-24x | Finlandia Aaro Juhani Vuorimaa Henri Karlsson William Erik Wilkman | 1114-24x |
| 50 metri                        | Hovhannes Margaryan                                            | 591       | Jesper Nyberg                                                      | 589      | Tamas Tasi                                                         | 589      |
| 50 metri a squadre              | Svezia Jesper Nyberg Emil Martinsson Pontus Thuresson          | 1740      | Finlandia Aaro Juhani Vuorimaa Henri Karlsson William Erik Wilkman | 1739     | Armenia Hovhannes Margaryan Gor Khachatryan Hayk Minasyan          | 1738     |

#### Donne
| Evento                          | Oro                                                                | Punti    | Argento                                                                           | Punti    | Bronzo                                                                            | Punti    |
| Carabina                        |                                                                    |          |                                                                                   |          |                                                                                   |          |
| 50 metri 3 posizioni            | Rikke Maeng Ibsen                                                  | 462.6    | Jeanette Hegg Duestad                                                             | 461.1    | Agathe Girard                                                                     | 448.1    |
| 50 metri 3 posizioni a squadre  | Germania Nele Stark Larissa Wegner Hannah Steffen                  | 1759-82x | Rep. Ceca Adela Zrustova Veronika Blazickova Katerina Stefankova                  | 1758-89x | Svizzera Chiara Leone Franziska Stark Annina Tomaschett                           | 1755-89x |
| 50 metri disteso                | Marianne Palo                                                      | 625.1    | Franziska Stark                                                                   | 624.4    | Diana Benikova                                                                    | 623.9    |
| 50 metri disteso a squadre      | Austria Sheileen Waibel Nadine Ungerank Olivia Hofmann             | 1856.6   | Svizzera Franziska Stark Anja Senti Chiara Leone                                  | 1856.1   | Rep. Ceca Veronika Blazickova Sara Karasova Katerina Stefankova                   | 1855.1   |
| 300 metri 3 posizioni           | Jeanette Hegg Duestad                                              | 591      | Lisa Grub                                                                         | 590      | Agathe Girard                                                                     | 588      |
| 300 metri 3 posizioni a squadre | Norvegia Jeanette Hegg Jenny Vatne Oda Flikkerud                   | 1759-64x | Svizzera Marta Bouza Anja Senti Sarina Hitz                                       | 1752-67x | Germania Lisa Grub Anna-Lena Geuther Veronique Münster                            | 1747-67x |
| 300 metri disteso               | Anja Senti                                                         | 596      | Marta Bouza                                                                       | 595      | Jenny Vatne                                                                       | 594      |
| 300 metri disteso a squadre     | Svizzera Marta Bouza Anja Senti Sarina Hitz                        | 1784-95x | Germania Lisa Grub Anna-Lena Geuther Veronique Münster                            | 1779-66x | Estonia Karina Kotkas Anzela Voronova Ljudmila Kortsagina                         | 1769-71x |
| Pistola                         |                                                                    |          |                                                                                   |          |                                                                                   |          |
| 25 metri                        | Miroslava Mincheva                                                 | 36       | Sylvia Steiner                                                                    | 34       | Antoaneta Kostadinova                                                             | 31       |
| 25 metri gara a squadre         | Francia Mathilde Lamolle Heloise Fourre Camille Jedrzejewski       | 1748-65x | Bulgaria Antoaneta Kostadinova Miroslava Mincheva Lidia Nencheva                  | 1744-50x | Ungheria Veronika Major Sara Rahel Fabian Renata Sike                             | 1730-56x |
| 25 metri standard               | Sara Rahel Fabian                                                  | 567      | Veronika Major                                                                    | 564      | Khanna Aliyeva                                                                    | 560      |
| Tiro a volo                     |                                                                    |          |                                                                                   |          |                                                                                   |          |
| Skeet                           | Lucie Anastassiou                                                  | 55       | Amber Jo Rutter                                                                   | 54       | Valentina Umhoefer                                                                | 42       |
| Skeet a squadre                 | Italia Simona Scocchetti Chiara Di Marziantonio Martina Bartolomei | 354      | Rep. Ceca Hana Adamkova Barbora Sumova Anna Sindelarova                           | 353      | Slovacchia Danka Hrbekova Vanesa Hockova Monika Stibrava                          | 347      |
| Trap                            | Kathrin Murche                                                     | 43       | Zuzana Štefečeková                                                                | 41       | Fátima Gálvez                                                                     | 32       |
| Trap a squadre                  | Italia Silvana Stanco Erica Sessa Alessia Iezzi                    | 353      | Spagna Fátima Gálvez Mar Molné Beatriz Martinez                                   | 350      | Finlandia Sara Nummela Satu Mäkelä-Nummela Noora Antikainen                       | 340      |
| Bersaglio mobile                |                                                                    |          |                                                                                   |          |                                                                                   |          |
| 10 metri                        | Viktoriia Rybovalova                                               | 6        | Ida Julianna Heikkilä                                                             | 3        | Arusyak Grigoryan                                                                 | 8 (BMM)  |
| 10 metri a squadre              | Ucraina Viktoriia Rybovalova Halina Avramenko Valentyna Honcharova | 1656-35x | Armenia Arusyak Grigoryan Gohar Harutyunyan Lilit Mkrtchyan                       | 1656-33x | Germania Daniela Vogelbacher Nicola Inge Mueller‑Fassbender Eva Maria Oestreicher | 1627-29x |
| 10 metri mixed                  | Nicola Inge Mueller-Fassbender                                     | 378      | Viktoriia Rybovalova                                                              | 377      | Ida Julianna Heikkilä                                                             | 373      |
| 10 metri mixed a squadre        | Armenia Lilit Mkrtchyan Arusyak Grigoryan Gohar Harutyunyan        | 1103-9x  | Germania Nicola Inge Mueller-Fassbender Daniela Vogelbacher Eva Maria Oestreicher | 1091-20x | Ucraina Viktoriia Rybovalova Halina Avramenko Valentyna Honcharova                | 1080-19x |
| 50 metri                        | Ida Julianna Heikkilä                                              | 581      | Halina Avramenko                                                                  | 573      | Lilit Mkrtchyan                                                                   | 572      |
| 50 metri a squadre              | Ucraina Halina Avramenko Viktoriia Rybovalova Valentyna Honcharova | 1696     | Armenia Lilit Mkrtchyan Gohar Harutyunyan Arusyak Grigoryan                       | 1685     | Finlandia Ida Julianna Heikkilä Aino Amanda Vaittinen Jenni Seikkula              | 1666     |

#### Gare open e miste
| Evento                 | Oro                                             | Punti | Argento                                | Punti | Bronzo                                        | Punti   |
| Carabina               |                                                 |       |                                        |       |                                               |         |
| 300 metri standard     |                                                 |       |                                        |       |                                               |         |
| Tiro a volo            |                                                 |       |                                        |       |                                               |         |
| Trap a squadre miste   |                                                 |       |                                        |       |                                               |         |
| Bersaglio mobile       |                                                 |       |                                        |       |                                               |         |
| 10 metri squadre miste | Ucraina Viktoriia Rybovalova Roman Berezitslcyi | 6     | Ucraina Halina Avramenko Denys Babliuk | 4     | Armenia Hovhannes Margaryan Arusyak Grigoryan | 8 (BMM) |
| 50 metri squadre miste |                                                 |       |                                        |       |                                               |         |

### Junior

#### Ragazzi
| Evento                      | Oro                                                                         | Punti    | Argento                                                         | Punti    | Bronzo                                                                   | Punti    |
| Carabina                    |                                                                             |          |                                                                 |          |                                                                          |          |
| 50 metri 3 posizioni        |                                                                             |          |                                                                 |          |                                                                          |          |
| 50 metri disteso            |                                                                             |          |                                                                 |          |                                                                          |          |
| Pistola                     |                                                                             |          |                                                                 |          |                                                                          |          |
| 25 metri standard           | Thomas Clement Chinours                                                     | 568      | Akos Karoly Nagy                                                | 563      | Ivan Rakitski                                                            | 561      |
| 25 metri standard a squadre | Francia Thomas Clement Chinours Herve-Louis Le Guellaff Dumas Thibaut Hagen | 1683-31x | Polonia Ivan Rakitski Tomasz Jedraszczyk Wiktor Lukasz Kopiwoda | 1659-33x | Lettonia Daniels Vilcins Arturs Martinsons Dmitrijs Ivanovs              | 1624-24x |
| 25 metri automatica         |                                                                             |          |                                                                 |          |                                                                          |          |
| 25 metri centre fire        |                                                                             |          |                                                                 |          |                                                                          |          |
| 50 metri                    | Luca Joldea                                                                 | 551      | Adnan Efe Ucar                                                  | 542      | Ivan Martynov                                                            | 541      |
| Tiro a volo                 |                                                                             |          |                                                                 |          |                                                                          |          |
| Skeet                       | Andreas Pontikis                                                            | 55       | Markos Kontopoulos                                              | 53       | Efraim Nikolantonakis                                                    | 41       |
| Skeet a squadre             | Cipro Andreas Pontikis Markos Kontopoulos Kleanthis Kleanthous              | 359      | Italia Matteo Bragalli Marco Coco Antonio Bellu                 | 354      | Germania Magnus Erdmann Vladislav Poddubskiy Maximilian Alexander Seibel | 352      |
| Trap                        |                                                                             |          |                                                                 |          |                                                                          |          |
| Trap a squadre              |                                                                             |          |                                                                 |          |                                                                          |          |
| Bersaglio mobile            |                                                                             |          |                                                                 |          |                                                                          |          |
| 50 metri mixed              |                                                                             |          |                                                                 |          |                                                                          |          |

#### Ragazze
| Evento                   | Oro                                                                            | Punti    | Argento                                                   | Punti    | Bronzo                                                    | Punti         |
| Carabina                 |                                                                                |          |                                                           |          |                                                           |               |
| 50 metri 3 posizioni     |                                                                                |          |                                                           |          |                                                           |               |
| 50 metri disteso         |                                                                                |          |                                                           |          |                                                           |               |
| Pistola                  |                                                                                |          |                                                           |          |                                                           |               |
| 25 metri                 |                                                                                |          |                                                           |          |                                                           |               |
| 25 metri standard        | Anna Pelmeneva                                                                 | 565      | Olivia Ditta Domsits                                      | 557      | Viktoriia Kholodnaia                                      | 554           |
| Tiro a volo              |                                                                                |          |                                                           |          |                                                           |               |
| Skeet                    | Madeleine Zarina Russell                                                       | 54       | Varvara Zaitseva                                          | 53       | Phoebe Bodley-Scott                                       | 42            |
| Skeet a squadre          | Regno Unito Madeleine Zarina Russell Phoebe Bodley-Scott Bethany Lilian Norton | 350      | Italia Eleonora Ruta Arianna Nember Dalia Buselli         | 347      | Rep. Ceca Tereza Mlikova Eliska Luskova Valerie Moravcova | 335           |
| Trap                     |                                                                                |          |                                                           |          |                                                           |               |
| Trap a squadre           |                                                                                |          |                                                           |          |                                                           |               |
| Bersaglio mobile         |                                                                                |          |                                                           |          |                                                           |               |
| 10 metri                 | Aida Azatyan                                                                   | 7        | Lilit Mkrtchyan                                           | 5        | Oleksandra Martyniuk                                      | 6 (BMM)       |
| 10 metri a squadre       | Armenia Aida Azatyan Lilit Mkrtchyan Anahit Sargsyan                           | 1583-16x | Ucraina Oleksandra Martyniuk Diana Poplavska Alina Tkalyk | 1579-22x | Non assegnato                                             | Non assegnato |
| 10 metri mixed           | Oleksandra Martyniuk                                                           | 371      | Aida Azatyan                                              | 369      | Aino Amanda Vaittinen                                     | 355           |
| 10 metri mixed a squadre | Armenia Aida Azatyan Lilit Mkrtchyan Anahit Sargsyan                           | 1074-17x | Ucraina Oleksandra Martyniuk Alina Tkalyk Diana Poplavska | 1070-17x | Non assegnato                                             |               |
| 50 metri mixed           |                                                                                |          |                                                           |          |                                                           |               |

#### Gare miste
| Evento               | Oro | Punti | Argento | Punti | Bronzo | Punti |
| Tiro a volo          |     |       |         |       |        |       |
| Trap a squadre miste |     |       |         |       |        |       |

## Medagliere
| Posiz. | Nazione                     | Oro | Argento | Bronzo | Totale |
| ------ | --------------------------- | --- | ------- | ------ | ------ |
| 1      | Armenia                     | 8   | 6       | 4      | 18     |
| 2      | Ucraina                     | 7   | 8       | 5      | 20     |
| 3      | Francia                     | 5   | 3       | 2      | 10     |
| 4      | Regno Unito                 | 3   | 2       | 2      | 7      |
| 5      | Germania                    | 3   | 1       | 3      | 7      |
| 6      | Norvegia                    | 3   | 1       | 0      | 4      |
| 7      | Finlandia                   | 2   | 3       | 6      | 11     |
| 8      | Ungheria                    | 2   | 3       | 3      | 8      |
| 9      | Italia                      | 2   | 3       | 0      | 5      |
| 10     | Svezia                      | 2   | 2       | 0      | 4      |
| 11     | Cipro                       | 2   | 1       | 0      | 3      |
| 12     | Turchia                     | 1   | 2       | 1      | 4      |
| 13     | Austria                     | 1   | 2       | 0      | 3      |
| 14     | Bulgaria                    | 1   | 1       | 1      | 3      |
| 14     | Lettonia                    | 1   | 1       | 1      | 3      |
| 14     | Atleti Individuali Neutrali | 1   | 1       | 1      | 3      |
| 17     | Danimarca                   | 1   | 0       | 0      | 1      |
| 17     | Romania                     | 1   | 0       | 0      | 1      |
| 19     | Rep. Ceca                   | 0   | 3       | 3      | 6      |
| 20     | Svizzera                    | 0   | 3       | 2      | 5      |
| 21     | Polonia                     | 0   | 1       | 2      | 3      |
| 22     | Slovacchia                  | 0   | 0       | 3      | 3      |
| 23     | Serbia                      | 0   | 0       | 2      | 2      |
| 24     | Grecia                      | 0   | 0       | 1      | 1      |
| 24     | Croazia                     | 0   | 0       | 1      | 1      |
| 24     | Azerbaigian                 | 0   | 0       | 1      | 1      |
| Totale | Totale                      | 46  | 46      | 44     | 136    |